# Matt rörbock
Matt rörbock (Donacia obscura) är en skalbaggsart som beskrevs av Leonard Gyllenhaal 1813. Den ingår i släktet rörbockar och familjen bladbaggar.

## Beskrivning
Arten är förhållandevis stor för att vara en rörbock, med en kroppslängd på 8 till 10,5 mm. Färgen är matt och mörkt gulbrun, mer ovanligt med gulbrun till grön metallfärg. Antennerna och benen är däremot metallglänsande. På bakkroppen är täckvingarna otydligt punkterade, medan buksidan har guldfärgad behåring.

## Utbredning
Utbredningsområdet omfattar Europa österut till västra Sibirien. I Sverige finns arten i hela landet med undantag för Öland, Gotland och fjällvärlden, medan den i Finland är vanligt förekommande i hela landet förutom Åland. 
Arten är klassificerad som livskraftig både i Finland och Sverige.

## Ekologi
Arten förekommer främst i näringsfattiga vatten som sjöar, gölar (inte minst i myrar, gärna med gungfly) och vattendrag. De vuxna skalbaggarna förekommer på olika starrarter, i Norden främst flaskstarr, där de äter pollen. Den första generationen visar sig framför allt under maj och juni. Under sensommar och höst uppträder en andra generation. Larverna utvecklas under vatten på starrötter.